# CD-ROM
Un CD-ROM (de l'anglais : compact disc - read-only memory, littéralement « disque compact - mémoire en lecture seule »), aussi francisé en cédérom,, est un disque optique utilisé pour stocker des données numériques destinées à être lues par un ordinateur ou tout autre lecteur compatible (salon, console de jeux vidéo, etc.).
Le CD-ROM est une évolution du CD audio, et plus précisément une extension du Compact Disc Digital Audio (CD-DA). Grâce à sa capacité de stockage plusieurs centaines de fois supérieure pour un prix similaire, le cédérom supplante la disquette dans la distribution des logiciels et autres données informatiques.

## Histoire

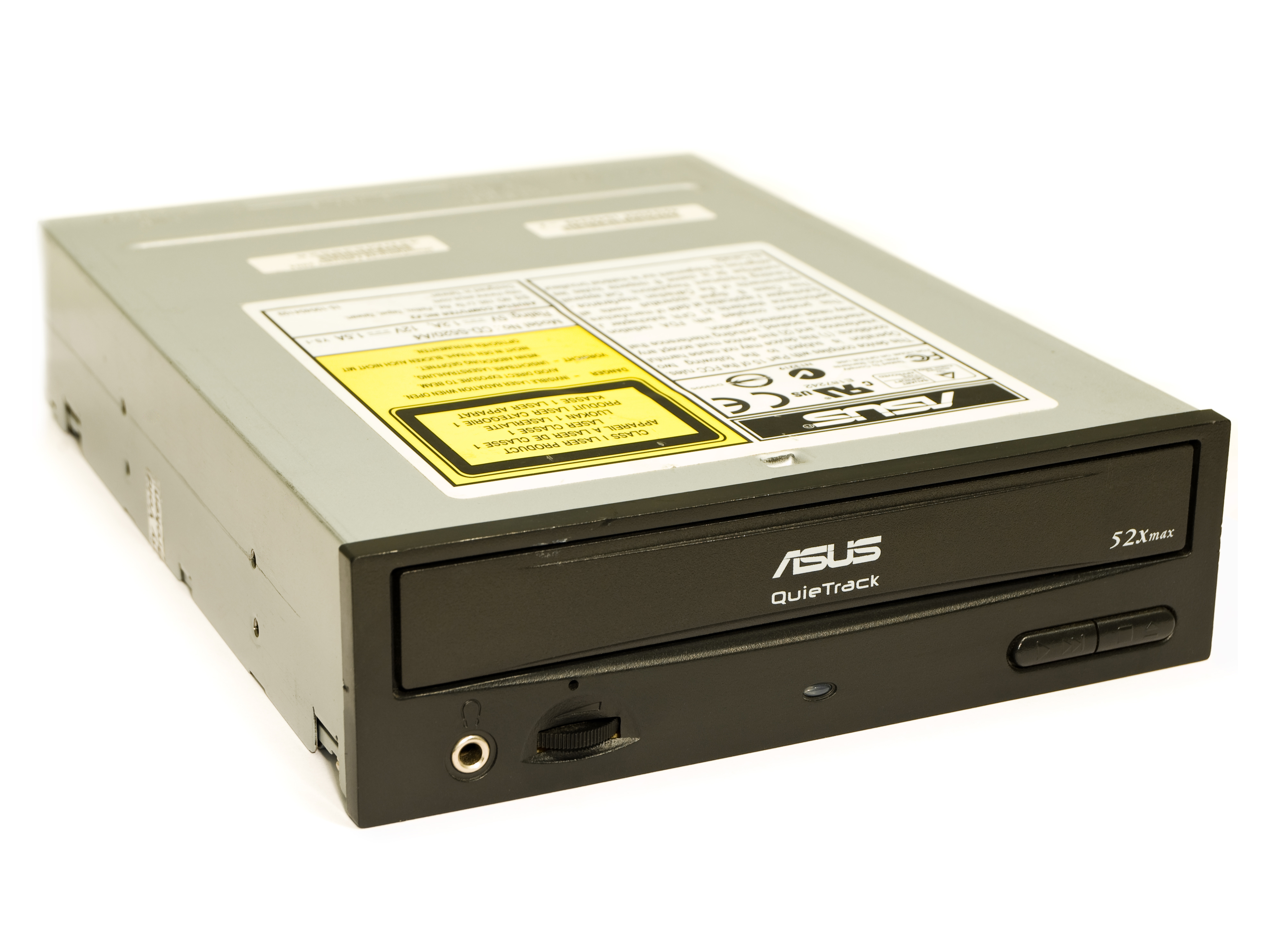
Lecteur interne de disque compact d'un ordinateur de bureau.

Les premiers travaux théoriques sur le stockage sur disque optique sont réalisés par des chercheurs indépendants aux États-Unis, notamment David Paul Gregg (1958) et James Russel (1965-1975). En particulier, les brevets de Gregg ont servi de base à la spécification du LaserDisc qui a été développée conjointement par MCA et Philips après que MCA a acheté les brevets de Gregg, ainsi que la société qu'il avait fondée, Gauss Electrophysics. Le LaserDisc était le précurseur immédiat du CD, la principale différence étant que le LaserDisc encodait l'information par un processus analogique alors que le CD utilisait un encodage numérique.
Le travail clé de numérisation du disque optique est réalisé par Toshi Doi et Kees Schouhamer Immink en 1979 et 1980, qui ont travaillé dans un groupe de travail pour Philips et Sony,. Le résultat est le Compact Disc Digital Audio (CD-DA), défini en 1980. Le CD-ROM est ensuite conçu comme extension du CD-DA, et adapte ce format pour contenir toute forme de données numériques, avec une capacité de stockage initiale de 553 Mo. Sony et Philips créent la norme technique qui définit le format d'un CD-ROM en 1983 dans ce que l'on a appelé le Yellow Book (Livre jaune). Le CD-ROM est annoncé en 1984 et présenté par Denon et Sony au premier salon informatique japonais COMDEX en 1985. En novembre 1985, plusieurs acteurs de l'industrie informatique, dont Microsoft, Philips, Sony, Apple et Digital Equipment Corporation se sont réunis pour créer une spécification visant à définir un format de système de fichiers pour les CD-ROM. La spécification résultante, appelée format High Sierra, est publiée en mai 1986. Elle est finalement normalisée, avec quelques changements, en tant que norme ISO 9660 en 1988. L'un des premiers produits à avoir été mis à la disposition du public sur CD-ROM est l'Encyclopédie académique Grolier, présentée à l'occasion de la conférence sur le CD-ROM de Microsoft en mars 1986.
Les CD-ROM commencent à être utilisés pour les consoles de jeux vidéo à partir du PC Engine CD-ROM² (TurboGrafx-CD) en 1988, tandis que des lecteurs de CD-ROM sont également disponibles pour les ordinateurs domestiques à la fin des années 1980. En 1990, Data East fait la démonstration d'une carte système d'arcade prenant en charge les CD-ROM, similaire aux jeux vidéo LaserDisc des années 1980, mais avec des données numériques, permettant une plus grande flexibilité que les anciens jeux à disque laser. Au début de 1990, environ 300 000 lecteurs de CD-ROM sont vendus au Japon, tandis que 125 000 disques CD-ROM étaient produits chaque mois aux États-Unis. Certains ordinateurs commercialisés dans les années 1990 étaient appelés ordinateurs « multimédias » parce qu'ils intégraient un lecteur de CD-ROM, qui permettait de transmettre plusieurs centaines de mégaoctets de données vidéo, d'images et de sons.

## Terminologie
CD-ROM est l’abréviation de l'anglais Compact Disc Read-Only Memory soit disque compact à mémoire morte. L'abréviation CD est communément utilisée en français, bien que ce soit l'abréviation du mot anglais compact disc et qu'en français la traduction disque compact soit recommandée[Par qui ?]. Le terme cédérom, francisation officielle de CD-ROM, provient simplement de la lecture phonétique de ce mot anglais. Depuis 1996, le cédérom et son orthographe anglaise cd-rom sont considérés comme des noms communs en français, et prennent donc un s au pluriel.
Par extension, le terme cédérom est employé pour qualifier le type de programmes diffusés sur le support CD-ROM. On parle de cédéroms culturels ou éducatifs. Après une vague de popularité importante au milieu des années 1990, l'industrie des contenus interactifs sur disque optique a disparu face à la concurrence de la diffusion par Internet.

## Caractéristiques

### Fonctionnement
Les données du cédérom sont lues sur la surface du disque par un laser, les bits de données étant stockés sous forme d'alternance creux/bosses (une alternance équivaut à 1 et une continuité équivaut à 0) et chaque fichier a ses coordonnées sur le disque. L'information captée par le laser est transmise à l'ordinateur par une connexion interne de type SCSI, IDE, SATA, ou par un port externe USB ou E-SATA.

### Espace de stockage
Un CD-ROM ne contient que des données non modifiables : il peut être lu par un lecteur de disque optique (lecteur de CD), mais ne peut être écrit que par un graveur. C'est un disque optique en matière plastique (polycarbonate), d'environ 12 cm de diamètre pour 1,2 mm d'épaisseur. Cela en fait un support très léger, pouvant contenir 650 ou 700 Mo de données informatiques, soit respectivement 74 ou 80 minutes d’enregistrement audio dans le format de données des disques compacts originaux (16 bits, stéréo, non compressé, avec un échantillonnage de 44 100 Hz). On trouve également des disques de capacités supérieures, mais leur lecture peut poser des problèmes.

### Types de lecture

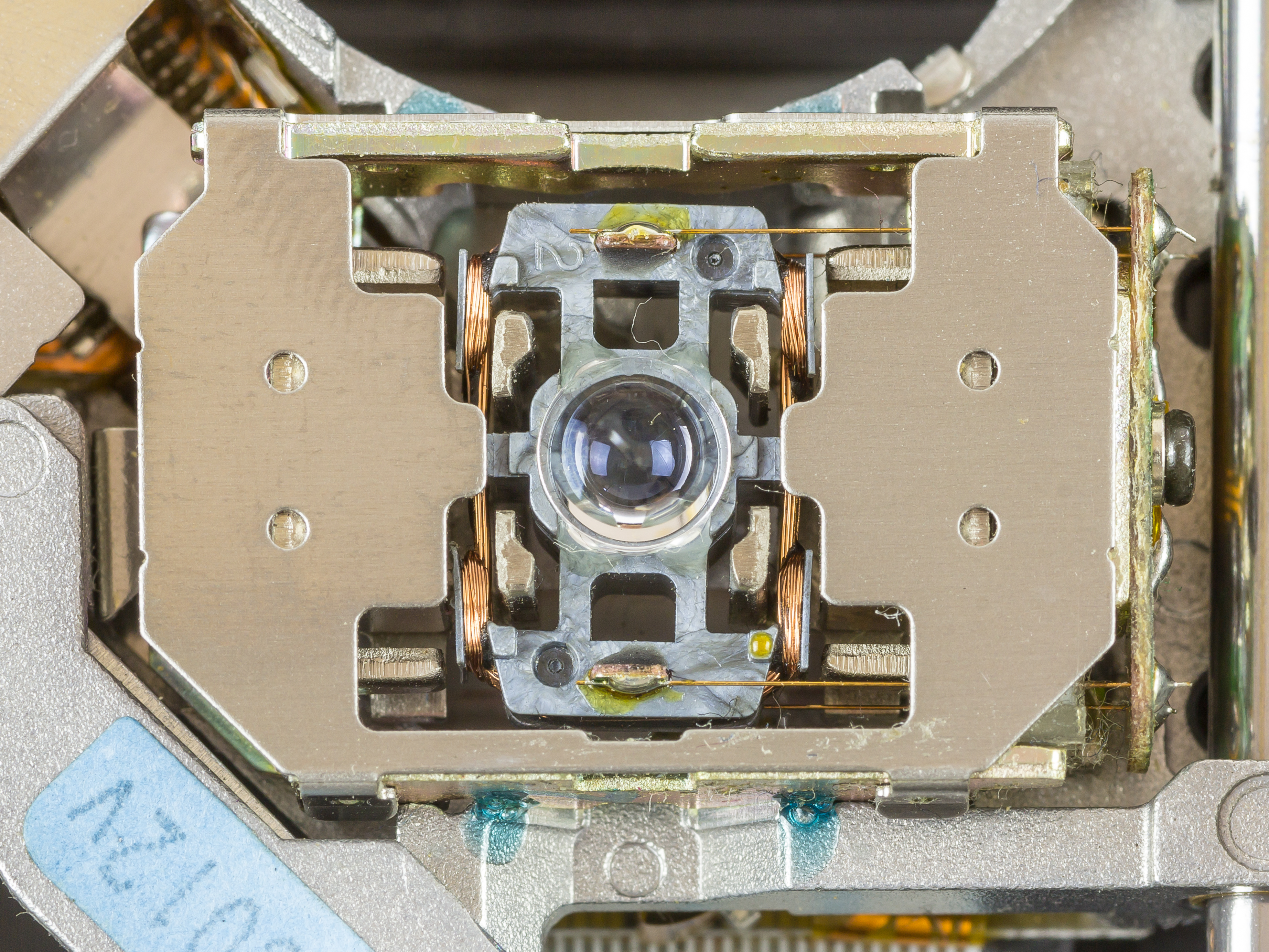
Système laser d'un lecteur de CD-ROM.

Il existe deux modes de lecture selon le lecteur et le logiciel qui traite le signal : la lecture à vitesse linéaire, et la lecture à vitesse de rotation angulaire constante.
La lecture à vitesse linéaire constante (en anglais CLV pour constant linear velocity) est le mode de fonctionnement des premiers lecteurs de cédéroms, fondé sur le fonctionnement des lecteurs de CD audio. Lorsqu'un disque tourne, la vitesse linéaire (et non de rotation) des pistes situées au centre est moins importante que celle des pistes situées sur l'extérieur, aussi il est nécessaire d'adapter la vitesse de rotation du disque en fonction de la position radiale de la tête de lecture. Ceci permet, la densité étant la même sur l'ensemble du disque, d'avoir un débit binaire constant tout au long de la lecture, condition nécessaire pour la lecture de flux audio.
La lecture à vitesse de rotation angulaire constante (en anglais CAV pour constant angular velocity), comme sur les anciens tourne-disques, est plus simple à mettre en œuvre. Elle implique une vitesse linéaire plus importante à la périphérie du disque, la densité d'information étant égale sur l'ensemble du disque (contrairement aux disques vinyles) et la vitesse de débit binaire est supérieure à l'extérieur du disque.
En pratique, les lectures modernes utilisent un mélange des deux : les pistes intérieures sont lues à la vitesse angulaire constante maximale du lecteur puis à partir d'un certain point, le lecteur passe en vitesse linéaire constante, l'électronique de traitement et la mémoire disponible devenant les facteurs limitatifs.

### Vitesse de lecture
À l'origine, la vitesse de gravure d'un cédérom correspondait à la vitesse de lecture d'un CD audio, c'est-à-dire un débit de 150 ko/s pour les données et de 172 ko/s pour la musique. Cette vitesse de lecture a ensuite été prise comme référence et notée 1x. Les générations suivantes de lecteurs de cédéroms ont été caractérisées par des multiples de cette valeur.

### Standard
Le standard décrit la façon selon laquelle les informations doivent être stockées sur un cédérom, selon l'usage que l'on désire en faire. Un standard est référencé dans un document appelé book (en français, « livre ») auquel une couleur est affectée. Le standard du cédérom s'appelle Yellow Book (Livre jaune), mis au point en 1984, comprend deux modes :
- CD-ROM Mode 1 : utilisé pour stocker des données avec un mode de correction d'erreurs (ECC, pour Error Correction Code) permettant d'éviter les pertes de données dues à une détérioration du support ;
- CD-ROM Mode 2 : permettant de stocker des données graphiques, vidéo ou audio compressées, les erreurs de lecture sur ce type de contenus n'entrainant alors que des artefacts de lecture mais n'empêche pas le fonctionnement, moins de données de correction d'erreur sont présentes permettant une plus grande capacité de stockage. Pour pouvoir lire ce type de CD-ROM, un lecteur doit être compatible Mode 2.

### Organisation des données
Les données sont gravées sur le CD-ROM suivant différents systèmes de fichiers : ISO 9660 et ses extensions (Rock Ridge, Joliet, El Torito), UDF (ou ISO 13346) permettant l’écriture par paquet, et Mount Rainier (extension d’UDF).
Il existe aussi des images des systèmes de fichiers propres aux systèmes d'exploitation hôtes, comme HFS pour macOS.

### Limitations
Comme tout support d’informations numériques, le CD-ROM permet une bonne conservation théorique des données, et en tant que « disque lu sans contact » (par le laser du lecteur), il n’est pas soumis à une usure mécanique directe. Par ailleurs, en tant que disque optique, les données qu'il contient ne peuvent pas être affectées par un champ magnétique. Cependant, le CD-ROM enregistrable s'avère modérément fiable. En effet, s’il est censé conserver les données durant une centaine d’années, il semblerait que cet argument ait été battu en brèche, que la réalité se rapprocherait plutôt des dix voire cinq ans, même en entourant le produit de protections adaptées. Son matériau polymère est en effet sensible aux rayonnements ultraviolets émis par la lumière, à la chaleur, à l'humidité, et aux rayures de surface (frottements durant les manipulations) qui entraînent rapidement des erreurs de lecture, puis une impossibilité totale de lecture.
Par ailleurs, la capacité d'un ordinateur à lire un disque optique dépend de fait qu'il soit équipé d'un lecteur optique (CD ou DVD). Néanmoins, ce type de support est en voie de devenir obsolète (tout comme l'est devenu le lecteur de disquette) et de moins en moins de machines du commerce (notamment les PC portables) en sont équipées. En effet, de nouveaux supports de stockage de masse (clefs USB, cartes mémoire, disques durs externes, etc.), plus souples d'utilisation sont venus fortement concurrencer CD-ROM et DVD-ROM. Ceci étant, en 2020, les lecteurs optiques sont toujours commercialisés.

### Temps d'accès
Il représente le temps moyen pour aller d'une partie du CD-ROM à une autre.